# Kingsnakes
Kingsnakes est un groupe de rock 'n' roll américano-français, originaire de San Francisco, en Californie. Célèbre en son temps, Kingsnakes était en outre considéré comme meilleur techniquement que la Mano Negra, autre groupe de Manu Chao et Santiago Casariego.

## Biographie
Daniel Jeanrenaud se marie à 18 ans et suit son épouse, Joan, à San Francisco, aux États-Unis. Là-bas, il y fonde the Kingsnakes en 1981 avec Karl Malinowsky (guitare), James Ferrel (guitare, Flamin Groovies), José Moita et Dany Mihm. Leur chanson She's Not Nice, écrit par Ferell, est incluse dans la compilation Rising Stars of San Francisco. 
En 1986, le groupe Hot Pants intègre les Kingsnakes. Si Manu Chao les quitte rapidement, les autres partent pour une tournée d'un mois et demi en Amérique Latine, alors que Manu Chao réclame Santiago Casariego (Santi) pour faire un nouveau groupe avec Antoine Chao. Le temps de ce voyage, le projet de Chao a pris forme, et Santi accepte d'y participer. Il quitte alors les Kingsnakes, qui continueront très bien sans lui, mais les retrouvera sur leur album éponyme de 1988. Le groupe cesse peu après ses activités.

## Membres
- Daniel Jeanrenaud - guitare, chant (1981–1988)
- Karl Malinowsky - guitare (1981–1985)
- James Ferrel - guitare (1981–1985)
- José Moita : basse (1981–1987)
- Dany Mihm - batterie (1981–1987)
- Manu Chao - chant (1986, 1988)
- Philippe Topiol - claviers, chœurs (1986–1988)
- Santiago Casariego - batterie, chœurs (1986–1988)
- Michel Aguet - guitare (1986)
- Pascal Borne - guitare, chant (1988 ; décédé en 2014)
- Jean-Marc Despeignes - basse, chœurs (1988)